# John G. Adolfi
John G. Adolfi (19 de febrero de 1888-11 de mayo de 1933) fue un actor, guionista y director cinematográfico estadounidense del cine mudo que trabajó en más de 100 producciones a lo largo de su carrera. 

## Biografía
Nacido en Nueva York, Adolfi entró en el cine como actor en el film The Spy: A Romantic Story of the Civil War, en 1907, pero después de actuar en unos treinta títulos se concentró en la dirección hasta el momento de su muerte, ocurrida a causa de una hemorragia cerebral en Canoe River, Columbia Británica, Canadá, mientras se encontraba cazando osos.

## Selección de películas dirigidas por él
- The Man Who Played God (1931)
- The Millionaire (1931)
- A Successful Calamity (1932)
- The Working Man (1933)